# 王陽
王陽（おうよう、1982年6月5日 - ）は、ワタナベエンターテインメントの文化人部門に所属する中華人民共和国江蘇省常州市出身の中国語インストラクター、マルチ映像クリエイター、ライブ配信プロデューサー。身長180cm。血液型はA型。

## 人物
2002年に来日。中国語/日本語/英語の三か国語を話し、2016年よりNHKEテレにて中国語の番組「テレビで中国語」「中国語!ナビ」にネイティブゲストとして出演している。
Youtube「王陽のほぼ毎日中国語」で、日常で使える中国語や中国に関することの配信を行っている。
また企画、撮影の現場で、二宮和也、松本潤、山下智久、古川雄輝など著名人の中国語の監修を担当するなど、多彩な活動を行っている。

## 出演

### テレビ
- テレビで中国語（NHKEテレ、2016年-2022年）[2]
- 中国語!ナビ（NHKEテレ、2022年-2023年）

### 雑誌・テキスト
- テレビで中国語 テキスト(2016年-2022年）[3]
- 中国語!ナビ テキスト（2022年-2023年）
- 日本経済新聞、日経産業新聞記事掲載
- ザ・テレビジョン 月刊嵐(2018年9月号)
- 生録中国語(2022年、白水社) - インタビュー掲載[4]

### イベント
- 知日 x MINI イベント司会(2017年)
- Weibo Account Festival In Japan 司会(2018年)
- 中国中央テレビ CCTV 国家宝蔵 国宝音楽会 司会(2019年)[5][6]

### その他
- アプリ「NHKゴガク」 - 中国語音声
- 中部国際空港 中国語セミナー講師(2016年)
- ウェブPR動画「日本酒 花の舞酒造」(2022年)[7]